# Гренландський референдум про самоврядування, 2008
Необов'язковий (факультативний) Гренландський референдум про самоврядування відбувся 25 листопада 2008. 75 % учасників референдуму підтримали розширення Гренландської автономії (63 % в Нууку); явка склала 72 %. Рішення про проведення референдуму було оголошено прем'єр-міністром Гренландії Гансом Еноксеном 2 січня 2008. Він також оголосив про запуск інформаційної і дискусійної кампанії з питання про самоврядування, яка включала проведення зборів в залах міст усієї країни.